# Wilhelm Blos
Wilhelm Blos (Wertheim, 5 ottobre 1849 – Stoccarda, 6 luglio 1927) è stato un politico, scrittore e giornalista tedesco.

## Biografia
Esordì nel mondo del giornalismo dopo gli studi di filologia a Friburgo in Brisgovia. Membro del Partito Socialdemocratico dal 1872, diresse alcuni giornali radicali e socialisti. Dopo che Wilhelm Liebknecht venne imprigionato, Blos fu a capo dell'organo Der Volksstaat.
Nel 1880 venne espulso da Amburgo e fu condannato più volte per numerose violazioni delle leggi antisocialiste sulla stampa. Si trasferì quindi a Stoccarda e iniziò a pubblicare le sue opere storiche Die französisch revolution e Die deutsch revolution von 1848/49.
Dopo essere stato a lungo parlamentare del Reichstag dell'Impero tedesco, nel 1918 fu nominato presidente del governo provvisorio del Württemberg e il 7 marzo 1919 fu eletto presidente dello Stato. Si ritirò dalla politica nel 1920.
Scrisse anche opere politiche, resoconti storici e romanzi. Nel 1922 vennero pubblicate le sue memorie, utili per la comprensione degli eventi in Germania di quegli anni.

## Opere
- Die französisch revolution. 1888;
- Die deutsch revolution von 1848/49, 1892;
- Denkwürdigkeiten eines Sozialdemokraten, 2 volumi, 1914-19
- Von d. Monarchie z. Volksstaat, 2 volumi, 1922/23
- König Lustik, dramma, 1911